# Mátyás Erdély

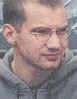
Mátyás Erdély (l2000)

Mátyás Erdély (* 17. September 1976 in Budapest) ist ein ungarischer Kameramann.
Mátyás Erdély ist seit Mitte der 1990er Jahre als Kameramann tätig. Neben zahlreichen Kurzfilmen hat er sich im Bereich Drama einen Namen gemacht. Bekanntestes Werk ist das Oscar- und Golden Globe prämierte KZ-Drama Son of Saul von 2015. Hierzu wurde er mit dem bronzenen Frosch beim Festival Camerimage, der goldenen Kamera beim Manaki Brothers Film Festival und dem Kossuth-Preis ausgezeichnet.

## Filmografie (Auswahl)
- 2008: Delta
- 2010: Tender Son – Das Frankenstein Projekt (Szelíd teremtés – A Frankenstein-terv)
- 2011: Miss Bala
- 2015: Son of Saul (Saul fia)
- 2015: James White
- 2020: The Nest
- 2023: Enemy (Foe)
- 2023: The Iron Claw